# Pranks and Greens
Pranks and Greens, titulado Burlas y verdes  en España y Bromas y legumbres en Hispanoamérica, es el sexto episodio de la vigesimoprimera temporada de la serie animada Los Simpson, emitido originalmente el 22 de noviembre de 2009 en Estados Unidos por Fox y el 6 de junio de 2010 en Hispanoamérica por Fox Latinoamérica. En España, se estrenó el 12 de diciembre de 2011 por Antena 3. El episodio fue escrito por Jeff Westbrook y dirigido por Chuck Sheetz. Jonah Hill fue la estrella invitada, interpretando a Andy Hamilton, el nuevo amigo de 19 años de Bart Simpson.

## Sinopsis
Las constantes burlas de Bart Simpson hacen enojar al director Skinner, el cual revela que hubo un rey de las burlas en la escuela pero que no quiere hablar de eso. Bart finalmente consigue que el jardinero Willie desvele la identidad del rey de las burlas: Andy Hamilton. Bart encuentra a Andy, que ahora tiene 19 años y no ha madurado nada desde sus días de burlas y bromas en la escuela. Bart y Andy se hacen amigos rápidamente hasta que Bart le consigue un trabajo a Andy con Krusty el payaso salta la piscina de Gusano.